# مکس هانسن
مکس هانسن (آلمانی: Max Hansen; ۲۲ دسامبر ۱۸۹۷ – ۱۲ نوامبر ۱۹۶۱) هنرپیشه و خواننده اپرا اهل آلمان بود. وی بازیگر فیلم‌هایی همچون وین، شهر موسیقی بوده است.